# Ammotrechula gervaisii
Ammotrechula gervaisii es una especie de arácnido  del orden Solifugae de la familia Ammotrechidae.

## Distribución geográfica
Se encuentra en Ecuador y Colombia.